# 모노스
《모노스》(스페인어: Monos)는 다국가 합작으로 제작된 알레한드로 란데스 감독의 2019년 전쟁 드라마 영화이다. 줄리앤 니컬슨 등이 출연하였다.
이 영화는 2019년 1월 26일 2019년 선댄스 영화제에서 초연되었으며 해외 드라마 영화 부문 심사위원 특별상을 수상했다.

## 줄거리
남미 외딴 산꼭대기에서 각자 가명으로만 불리는 10대 특공대원들인 모노스가 훈련 중이다. 이들은 생포된 미국인 엔지니어를 "라 독토라"(박사)라고 부르며 감시하고 있다.
상관의 허락을 받고 성관계를 갖게 된 레이디와 로보(늑대)를 축하하기 위해 이들은 기념 사격을 한다. 그러나 이때 페로(개)가 그만 실수로 상관의 명을 받아 관리하고 있던 젖소에게 총을 맞추고 만다. 이들은 페로를 가둬 자체적으로 벌을 주고, 대장 로보는 자살한다. 이들은 페로를 보호하기 위해 로보가 젖소를 쏴죽인 뒤 자살했다고 상관에게 거짓말을 한다.
곧 새 대장으로 파타그란데(빅풋)가 임명되는데...

## 출연
- 줄리앤 니컬슨 - "라 독토라"(박사) 세라 왓슨 역
- 모이세스 아리아스 - 파타그란데(빅풋) 역